# Elmer Wayne Henley
Elmer Wayne Henley, Jr. (Houston, Texas, 9 de maio de 1956) é um assassino em série norte-americano condenado, encarcerado no sistema do Departamento de Justiça Criminal do Texas (TDCJ). Henley foi condenado em 1974 pelo seu papel numa série de homicídios em Houston, texas, entre 1970 e 1973 onde pelo menos 28 rapazes adolescentes foram raptados, torturados, violados e mortos por Dean Corll. Muitas das vítimas foram atraídas até à casa de Corll por Henley ou por outros cúmplice de Corll, David Brooks. Corll foi morto a tiro por Henley, na altura com 17 anos, em 8 de agosto de 1973.
Henley está a servir seis prisões perpétuas pelo seu envolvimento no que se tornou conhecido como Homicídios em Massa de Houston, que na altura era caracterizado como sendo "o caso mais mortífero de homicídios em série na história da América".:158

## Infância
Henley nasceu em 9 de maio de 1956, em Houston, Texas, o mais velho de quatro filhos nascidos de Elmer Wayne Henley, Sr. e Mary Henley (nascida Weed). O seu pai era um alcoólico que batia na mulher e que também atacava fisicamente os seus filhos. A sua mãe apesar de tudo, era protectora com os seus filhos e esforçou-se para assegurar que os seus filhos recebiam uma boa educação e ficavam fora de problemas. O casal divorciou-se em 1970 quando Henley tinha 14 anos. A mãe de Henley ficou com a custódia dos quatro filhos.
Inicialmente, Henley foi um excelente estudante na escola; mas depois dos seus pais se divorciarem ele teve uma série de trabalhos em tempo parcial para ajudar a sua mãe com problemas financeiros, e as suas notas desceram drasticamente. Com 15 anos Henley desistiu da escola secundária.
Antes de ter deixado a escola, Henley tornou-se muito amigo de um jovem um ano mais velho chamado David Brooks. Os dois tornaram-se amigos e normalmente faziam gazeta juntos. Através da sua amizade com Brooks, Henley reparou que o seu amigo passava muito tempo na companhia de um homem mais velho com que ele próprio se tornou um amigo casual: Dean Corll. Inicialmente, Henley não reparava na origem da verdadeira amizade de Corll e Brooks. Mais tarde disse que pensava admirar Corll porque ele trabalhou muito, também suspeitava que Corll era homossexual, e concluiu que Brooks estava "ele próprio a ser maricas".
Apesar disso, em 1971, Henley também começou a passar tempo na companhia de Corll. Corll informou Henley que estava envolvido em roubo organizado, e ele, Brooks e Henley roubaram várias casas, pelo qual Henley era pago em pequenas quantidades de dinheiro. Numa ocasião, num aparente teste de personalidade, Corll perguntou a Henley se ele poderia matar se lhe pedissem, ao qual Henley respondeu, "Sim".
No mesmo ano, Henley tornou-se atento num padrão de desaparecimentos na sua vizinhança: desde dezembro anterior um total de oito rapazes com idades entre 13 e 17 anos tinham desaparecido. Henley era amigo de dois dos jovens, David Hilligiest e Malley Winkle, que despareceram em 29 de maio de 1971 quando iam para a piscina local. Henley participou ativamente na busca dos jovens.:46

## Apresentação a Dean Corll
No inverno de 1971, quando tinha 15 anos, Wayne Henley foi novamente levado por David Brooks a conhecer Corll. Na sua confissão dada quase dois anos depois, Henley disse aos detectives que Brooks o atraiu à casa de Corll com a promessa dele participar "num negócio onde podia fazer algum dinheiro". Na casa de Corll (para onde foi levado possivelmente como uma vítima), foi dito ao jovem por Corll que pertencia a uma organização com base em Dallas que recrutava jovens rapazes para um anel de escravidão homossexual. Foi oferecida a mesma taxa a Henley que a Brooks ($200) por cada rapaz que ele trouxesse a Corll.
Henley foi mais tarde informou a polícia que, por vários meses, ignorou completamente a oferta de Corll. Contudo, no início de 1972, decidiu que iria "encontrar um rapaz" para Corll uma vez que estava com dificuldades financeiras. Na casa de Corll, Corll e Henley engendraram um estratagema no qual atraiam o jovem para a casa de Corll e Henley se algemava com as mãos atrás das costas, libertava-se, depois a vítima poria as algemas nela própria. O par depois conduziu à volta de Houston Heights e, na esquina da 11th e Studewood, Henley convenceu um jovem a entrar no GTX de Corll. A vítima foi atraída ao apartamento de Corll em Schuler Street com a promessa de fumar marijuana. Na casa de Corll, Henley ajudou a que o adolescente metesse as algemas, e depois viu Corll atacar o jovem, atar os seus pés e amordaçá-lo. Henley depois saiu deixando o jovem sozinho com Corll, acreditando que ele ia ser vendido a um anel de escravatura homossexual. No dia seguinte, Corll pagou a Henley $200.
A identidade desta primeira vítima à qual Henley ajudou no rapto é desconhecida, apesar de ser possível ser Willard Karmon Branch de 17 anos, que desapareceu em fevereiro de 1972 e foi encontrado enterrado no abrigo de barcos de Corll.

### Participação nas mortes
Em 24 de março, Henley, na companhia de Corll e Brooks, convenceu um amigo de 18 anos chamado Frank Aguirre a acompanhá-lo até casa de Corll com a promessa de fumar marijuana com o trio. Na casa de Corll, Aguirre foi ocupado com marijuana , depois foi convencido a algemar-se a si mesmo, antes de Corll o arrastar para o seu quarto e amarrá-lo ao seu quadro de tortura antes de ser violado, torturado e estrangulado e ser enterrado em High Island Beach. Henley mais tarde disse que tentou convencer Corll a não o fazer, mas Corll recusou. Nesta altura, Corll informou-o que o jovem que ele tinha ajudado a raptar tinha sido morto e que Aguirre ia ter o mesmo fim. Mais tarde, Corll e Brooks informaram Henley que o seu amigo de infâncio, David Hilligiest, também tinha sido morto e enterrado no abrigo de barcos juntamente com o seu companheiro de natação Malley Winkle.
Apesar das revelações à realidade do destino dos rapazes trazidos a Corll, Henley continuou a ajudar Corll e Brooks nos raptos e homicídios dos jovens, que eram atraídos a casa de Corll umas vezes sozinhos e outras vezes em pares. Menos de um mês depois, Henley e Brooks convenceram outros amigo dos dois, Mark Scott de 17 anos, a ir a uma festa na casa de Corll. Como tinha sido o caso de Frank Aguirre, Scott foi violado, torturado, estrangulado e enterrado na High Island Beach antes de outros dois jovens de Heights, Billy Baulch e Johnny Ray Delone, também mortos e enterrados em High Island em 21 de maio.
Corll mudou-se para uma morada nas Torres Westcott em junho de 1972 e em um mês, um jovem de 17 anos chamado Steven Sickman foi morto. Em 3 de outubro, Henley ajudou Corll num rapto e homicídio de dois rapazes de Heights chamados Wally Simoneaux e Rihard Hembree. David Brooks mais tarde disse que Hembree foi morto a tiro acidentalmente na boca por Henley que, segundo a confissão de Brooks "apenas entrou (no quarto onde os dois rapazes estavam amarrados) abanando uma .22 e acidentalmente disparou num dos rapazes no maxilar". Os dois rapazes foram mortos mais tarde no mesmo dia em que Hembree levou o tiro e mais tarde enterrado no abrigo de barcos. Um mês depois, Richard Kepner de 19 anos foi raptado enquanto ia a uma cabine telefónica ligar à noiva.
Pela altura em que Richard Kepner foi morto e enterrado em High Island, Henley ajudou no rapto e morte de pelo menos nove rapazes adolescentes. Em 1 de fevereiro de 1973, Corll raptou e matou um jovem de 17 anos chamado Joseph Lyles, aparentemente sem ajuda de Henley, que tinha-se mudado temporariamente para Mount Pleasant no início de 1973.
Na primavera de 1973, Henley tentou alistar-se na Marinha dos Estados Unidos, mas a sua inscrição foi rejeitada devido ao facto de ter deixado a escola e possuir uma educação limitada. Na entrevista de 2010, Henley disse: "Eu não podia sair de qualquer maneira. Se eu fosse, sabia que Dean ia atrás de um dos meus irmãos mais novos, de quem sempre gostou um pouco demais".
Apesar disso, entre junho e julho de 1973 ele, Brooks e Corll mataram mais de sete vítimas entre os 15 e os 20 anos, pelo menos seis em que Henley participou no rapto ou na morte. Em 4 de junho, um amigo de 15 anos de Henley chamado Billy Lawrence foi raptado e, depois de 3 dias de abusos e tortura na casa de Corll em Pasadena, foi estrangulado com uma ligadura e enterrado no Lago Sam Rayburn. Menos de duas semanas depois, um jovem de 20 anos que pedia boleia chamado Raymond Blackburn também foi estrangulado e enterrado no Lago Sam Rayburn antes do jovem de South Houston de 15 anos chamado Homer Garcia, morto a tiro e enterrado na mesma localização depois do seu rapto em 7 de julho. Dois jovens adicionais, John Sellars e Michael Baulch, foram mortos a 12 de julho e 19 de julho. Em 25 de julho Henley atraiu dois amigos chamados Charles Cobble e Marty Jones ao apartamento de Corll onde, dois dias depois, Cobble foi morto a tiro e Jones estrangulado antes dos jovens serem enterrados no abrigo de barcos de Corll.
Em 3 de agosto, Brooks e Corll - sem a ajuda de Henley - raptaram e mataram um rapaz de Pasadena de 13 anos chamado James Dreymala. O jovem ligou uma última vez à sua mãe dizendo que estava numa festa. Dreymala foi estrangulado e enterrado no abrigo de barcos de Corll.

## Festa de 8 de Agosto
Em 8 de agosto de 1973, Henley trouxe uma nova potencial vítima, Timothy Kerley de 19 anos, a casa de Corll na promessa de uma festa. Antes de Corll ter podido algemar Kerley ao seu quadro de tortura, o par deixou a casa de Corll para comprar sandes. Henley e Kerley mais tarde regressaram a casa de Corll - na companhia de uma menina chamada Rhonda Williams de 15 anos. Corll ficou furioso que uma rapariga tivesse sido trazida para sua casa, dizendo a Henley em privado que ele tinha "arruinado tudo". Externamente, contudo, Corll permaneceu calmo: ele esperou até que Henley e os outros dois adolescentes adormecessem de uma noite de bebida e marijuana antes de os amarrar.
Henley acordou para encontrar Corll a colocar-lhe algemas nos pulsos, Kerley e Williams tinham sido amarrados e algemados ao lado de Henley no chão.
Corll depois arrastou Henley pelas suas mãos algemadas até à cozinha e meteu uma pistola de calibre .22 no seu estômago, ameaçando disparar. Henley implorou pela sua vida, prometendo participar na tortura e morte dos dois jovens de Corll o libertasse. Corll aceitou e desamarrou Henley, depois levou Kerley e Williams para o seu quarto e amarrou-os em lados opostos do quadro de tortura: Kerley de barriga para baixo; Williams de barriga para cima.
Corll deu a Henley uma grande faca de caça, e ordenou-lhe que cortasse as roupas de Williams, insistindo que ele a violasse e matasse conforme ele ia fazer ao jovem. Henley começou a cortar as roupas da rapariga enquanto Corll punha a pistola em cima da mesa, sem roupa e subindo para cima de Kerley.

### Morte de Corll
Enquanto Corll começava a atacar e torturar Tim Kerley, Henley começou a cortar as roupas de Williams com a faca que Corll lhe tinha dado. Enquanto isto, Williams levantou a sua cabeça e perguntou a Henley, "Isto é real?" e Henley respondeu que sim e Williams perguntou a Henley se ele tencionava "fazer algo quanto a isso" quando Henley agarrou na pistola que Corll tinha deixado na mesa de cabeceira e ordenou a Corll que parasse o que estava a fazer gritando, "Foste longe demais, Dean!".
Mesmo com a arma apontada a ele, Corll não se assustou: andou contra Henley, gritando, "Mata-me, Wayne! Tu não o vais fazer!". Henley disparou um tiro, acertando em Corll na testa. Enquanto Corll continuou a andar contra ele, Henley disparou mais duas vezes no ombro, que fez Corll sair do quarto onde estavam. Henley depois disparou mais três vezes no ombro direito e costas, matando-o. Depois libertou Kerley e Williams, ligando para a polícia de Pasadena e confessando o seu papel nos Homicídios em Massa de Houston.

## Confissão
Na noite de 8 de agosto, Henley confessou à polícia que por quase três anos, ele e David Brooks ajudaram a procurar rapazes adolescentes - alguns dos quais seus amigos - para Dean Corll. Henley disse que deste o Inverno de 1971, participou activamente nos raptos e, mais tarde, nas mortes das vítimas. Disse que Brooks também tinha sido um cúmplice activo - apesar de por um período mais longo que ele.
Henley disse à polícia que Corll lhe tinha pago a ele e a Brooks 200 dólares por cada vítima que conseguissem atrair até ao seu apartamento, e informou a polícia que Corll tinha enterrado a maior parte das suas vítimas no abrigo de barcos em Southwest Houston, e outros no Lago Sam Rayburn e em High Island Beach. Concordou em acompanhar a polícia a cada local de enterro para ajudar a recuperar as vítimas. Num dos mais dramáticos momentos na história da televisão de Houston, Jack Cato, um repórter da afiliada da KPRC-TV, NBC de Houston, acompanhou Henley e a polícia enquanto Henley os levava até ao abrigo de barcos onde ele e Corll tinham enterrado alguns corpos das vítimas. Cato deixou que Henley usasse o seu telefone para ligar à mãe, onde Henley balbuciou as palavras, "Mama, eu matei o Dean", confessando que tinha morto Dean Corll, enquanto Cato capturava a conversa em filme. A montagem passou várias vezes nas notícias locais da KPRC-TV e foi usada para transmissão nacional pela NBC Nightly News nessa noite.
Entre 8 e 13 de agosto, um total de 27 rapazes entre os 13 e os 20 anos foram encontrados enterrados nos três locais que Henley (e mais tarde, Brooks) tinham dito ser onde ele e Corll tinham enterrado as vítimas, com uma vítima adicional a ser descoberta em 1983. Dezassete das vítimas foram encontradas enterradas no abrigo de barcos, quatro no Lago Sam Rayburn, seis corpos encontrados em High Island Beach (apesar do corpo da 17ª vítima enterrada em High Island, Mark Scott, ainda permanece por descobrir nessa localização) e o corpo da 29ª vítima foi encontrada enterrada na praia do Condado de Jefferson em agosto de 1983. Todas as vítimas encontradas eram jovens rapazes e muitos tinham sido sexualmente torturados no seguimento de serem violados. As autópsias revelaram que cada vítima tinham sido morta por estrangulação, tiros ou uma combinação de ambos.
No julgamento de Henley em 1974, um dos seis corpos encontrados enterrados em High Island, o de John Manning Sellars de 17 anos, foi disputado como sendo uma vítima de Corll pelo patologista forense que examinou os restos mortais. O jovem, que desapareceu em 12 de julho de 1973, tinha morrido com quatro tiros de uma espingarda, enquanto que todas as outras vítimas dos Homicídios em Massa de Houston que tinham sido estranguladas ou mortas com uma pistola de calibre .22 que Henley usou para matar Dean Corll. Contudo, Henley e Brooks levaram a polícia até ao corpo de Sellars em 13 de agosto de 1973 e o corpo do jovem foi encontrado com as mãos e pés atados e enterrado da mesma forma que as outras vítimas de Corll.

## Acusação
Em 13 de agosto de 1973, um júri do Condado de Harris ouviu as provas contra Henley e Brooks. O júri ouviu as provas de Rhonda Williams e Tim Kerley, que testemunharam os eventos de 7 e 8 de agosto que levaram à morte de Dean Corll, mais o testemunho de vários oficiais da polícia que recitaram e discutiram as declarações escritas que cada jovem fez e descreveu como tanto Brooks como Henley os tinham levado ao locais de enterro. O júri também ouviu o testemunho de um jovem chamado Billy Ridinger, que tinha sido raptado por Corll, Henley e Brooks em 1972 e que também testemunhou sobre a sua tortura e abuso às mãos do trio.
Depois de ouvir as provas apresentadas, o júri inicialmente indiciou Henley de três homicídios e Brooks de um. A fiança foi definada como $100,000. Henley não foi acusado da morte de Dean Corll, que foi dada como auto-defesa.
Em 8 de outubro, Henley e Brooks foram trazidos a tribunal para enfrentar uma acusação formal. Henley foi acusado de seis homicídios e Brooks de quatro. Ambos os jovens deram-se como inocentes das acusações contra eles.

## Julgamento e condenação
Henley foi levado a tribunal em San Antonio em julho de 1974, acusado do homicídio de seis rapazes adolescentes que ele próprio tinha atraído ao apartamento de Corll entre março de 1972 e julho de 1973. Durante o seu julgamento, Henley foi representado por Will Gray e Edwin Pegelow.
O Estado do Texas apresentou um total de 82 peças de provas ao longo do julgamento de Henley, incluindo a confissão escrita que Henley deu a 8 de Agosto, que foi lida em tribunal no qual admitia ter matado e ajudado no rapto e homicídio de vários jovens, incluindo seis adolescentes pelos quais estava a ser julgado. Outras provas foram apresentadas incluindo uma caixa de madeira usada para transportar os corpos das vítimas até aos vários locais de enterro e o quadro de tortura de madeira usado para amarrar as vítimas. Na caixa de madeira, os investigadores encontraram várias madeixas de cabelo humano que os examinadores concluíram ser de Charles Cobble. Um total de 25 testemunhas falaram sobre o envolvimento de Henley nos raptos e homicídios, incluindo o Detective Davidd Mullican. Num altura do julgamento, Mullican testemunhou que Henley o tinha informado que para segurar os jovens; ele, Brooks e Corll tinham "algemado (as vítimas) ao quadro e por vezes na parede com as suas bocas tapadas para que não fizessem barulho".
Depois do conselho do seu advogado de defesa, Henley não testemunhou na sua própria defesa, apesar de um dos advogados, Will Gray, ter examinado inúmeras testemunhas. Em mais de 300 ocasiões, os advogados de Henley levantaram objecções ao testemunho dando ou apresentado provas contra Henley que foram ignoradas pelo Juiz que presidia o julgamento.
Em 16 de julho de 1974, depois de ouvir os argumentos finais tanto da acusação como da defesa, o júri retirou-se para considerar um veredicto. Depois de uma hora de deliberação chegaram a uma conclusão: Henley foi dado como culpado e sentenciado a seis prisões perpétuas consecutivas de 99 anos. Em 25 de julho, Henley e os seus advogados pediram recurso, dizendo que tinha sido negada a Henley uma audição probatória; que o júri não tinha sido isolado; que a moção para retirar o julgamento inicial de San Antonio também tinha sido negada e que a presença dos media na sala de tribunal também tinha prejudicado o julgamento.

### Recurso
A condenação de Henley foi revertida num recurso em 20 de dezembro de 1978. Foi a julgamento uma segunda vez em junho de 1979 e foi novamente condenado a seis prisões perpétuas consecutivas pelos 6 homicídios.
Em fevereiro de 1975, David Brooks foi a julgamento pelo homicídio de junho de 1973 de Billy Ray Lawrence. Foi condenado e sentenciado a prisão perpétua em 4 de março.
Em 2013, tanto Henley como Brooks ainda estão a servir as prisões perpétuas. Henley, que foi registado como TDCJ#00241618, está atualmente preso na Mark W. Michael Unit no Condado de Anderson. Henley inicialmente tornou elegível para condicional em 8 de julho de 1980; foi negada, como todas as petições seguintes de condicional.

## Controvérsia na arte
Em 1994, por sugestão de uma negociante de arte do Louisiana, Henley começou a pintar como passatempo, em parte para gerar lucros para o ajudar a si e à sua mãe. Henley recusou-se a pintar ou a desenhar imagens de natureza violenta: muito do seu trabalho mostra imagens serenas como paisagens, edifícios e flores e a maioria foi pintada usando acrílicos e grafite.
| "Tudo o que peço é que olhem para a minha arte primeiro [...] é capaz de ser a única contribuição que eu que eu posso dar à sociedade". Henley a referir-se à crítica sobre as suas exibições de arte. |
| |

Em entrevistas, Henley disse que sofreu de uma deficiência de cor severa na sua vista que torna impossível para ele distinguir claramente entre vermelhos e verdes. Para compensar, quaisquer retratos de Henley com humanos são a preto e branco; com os outros seus trabalhos, geralmente, a serem desenhados ou pintados a cor.
Um amigo por correspondência com que Henley troca correspondência também organizou vários exibições com a sua arte. Em 1997, a Galeria de Hyde Park na área de Houston organizou a primeira exibição de arte de Henley. A exibição trouxe escândalo para os familiares das vítimas. Em 1999 a cidade de Houston expressou interesse em construir um monumento às vítimas de crime violento, no qual Henley disse que estaria disposto a ajudar a pagar parte dos procedimentos de uma segunda exposição de arte.